# 베이먼역 (타이베이시)
베이먼 역(중국어 간체자: 北门站, 정체자: 北門站, 병음: Běimén Zhàn 북문참[*], 하카어 백화자: Pet-mùn Cham)은 중화민국 타이베이 다퉁구에 위치한 타이베이 첩운 쑹산선의 철도역이다.

## 역 개요
이 4층 지하철역에는 두 개의 상대식 승강장이 있으며, 시민대로(市民大道)와 중샤오 서로(忠孝西路) 밑의 타청 가(塔城街) 밑에 위치하고 있다. 원래 쑹산 선 개통에 맞춘 2013년 12월에 개장할 계획이었으나, 2014년 11월 15일까지 연기되었다.
역의 남동부는 타이베이 지하가(台北地下街)과 연결되어 타이베이 기차역과 연결된다.

## 역사

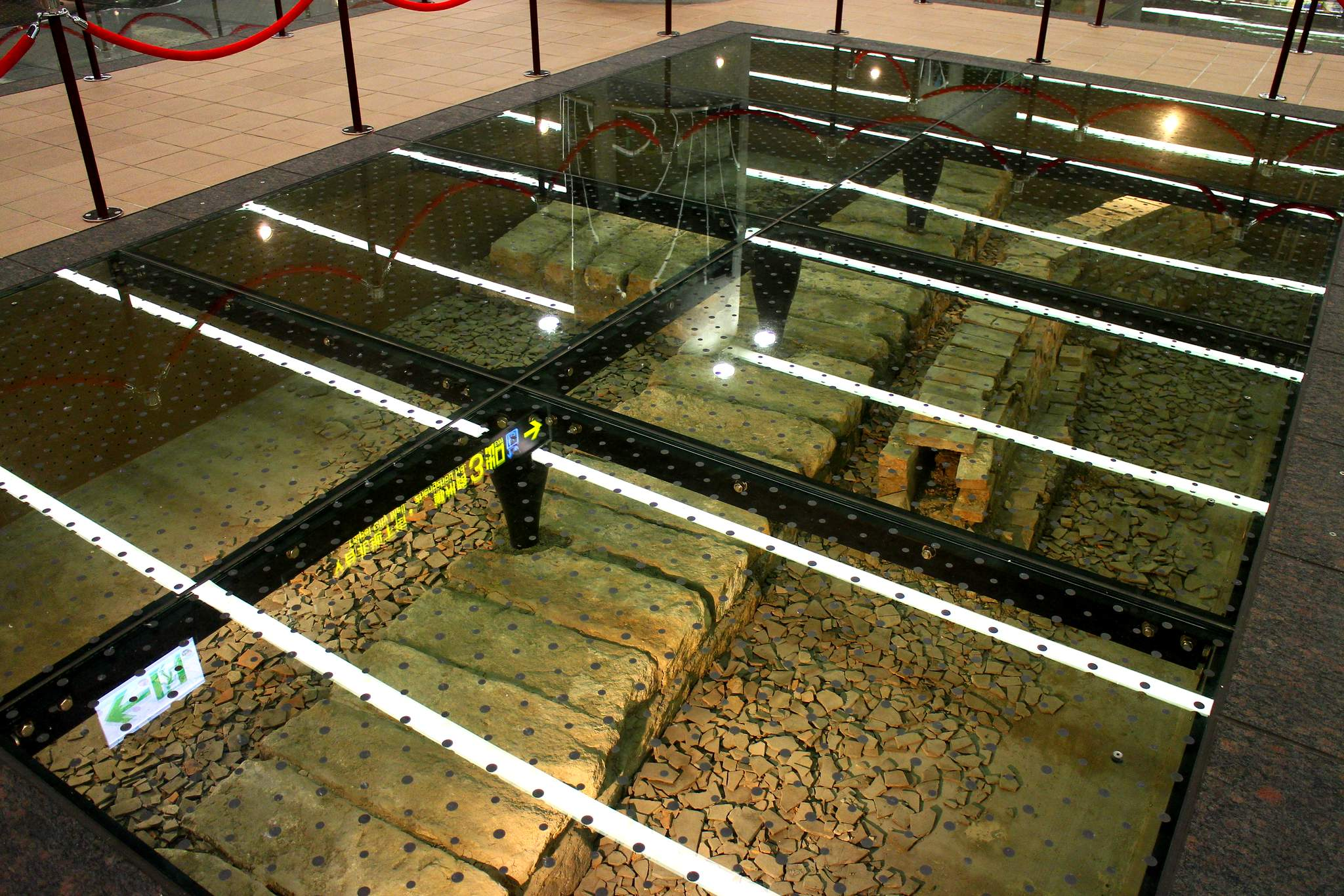
베이먼 역에서의 역사적인 발굴 전시

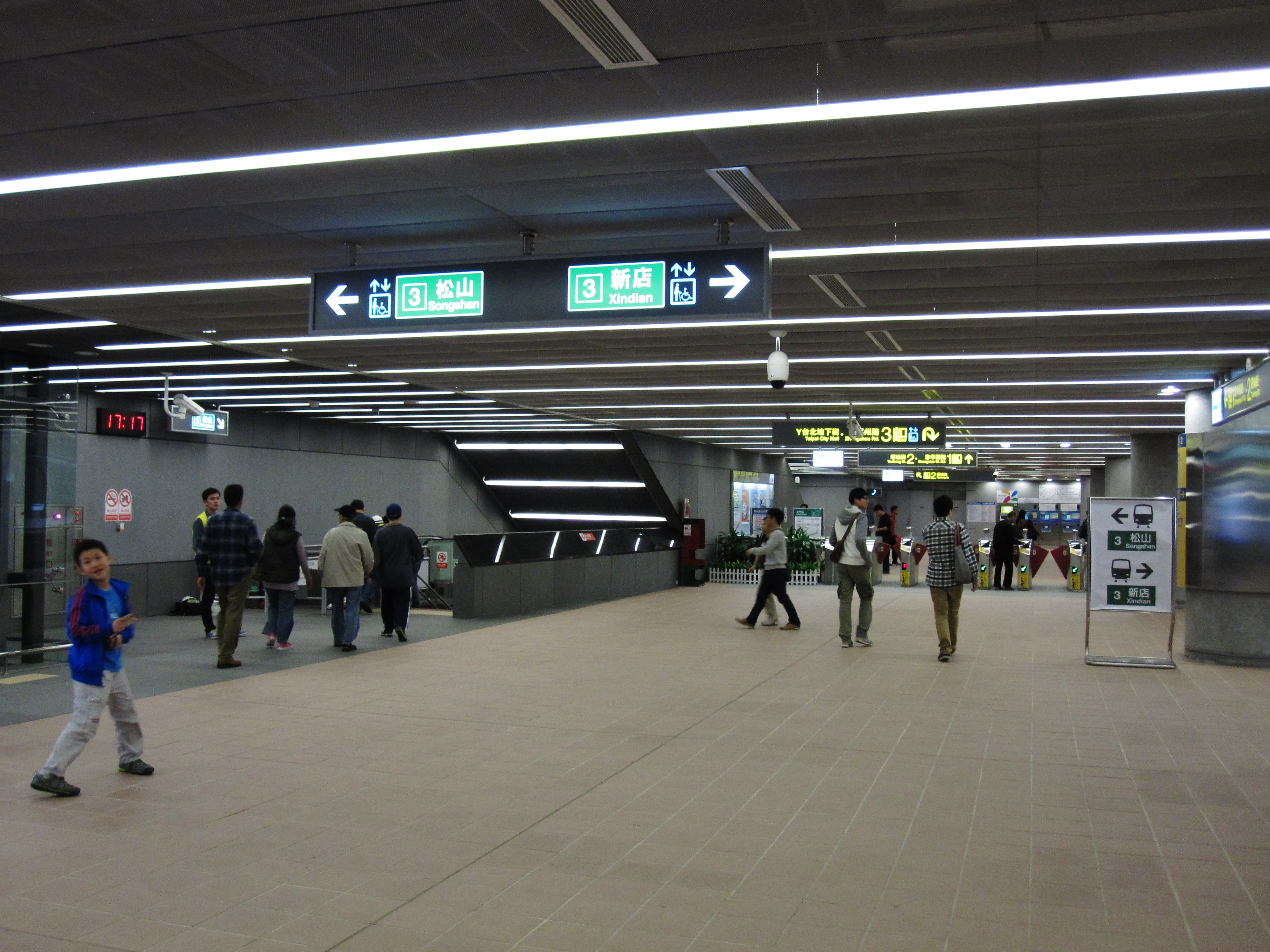
역 대합실

1916년 8월 17일 옛 타이완 철로 관리국 건물의 동쪽에 열렸던 호쿠몬역(일본어: 北門駅 Hokumon-eki[*])이 전신으로, 단수이선의 종착역이었다. 상대식 승강장을 가졌으며, 지면이 위치했다. 이 역은 1923년 3월 6일에 폐쇄되었다. 타이베이 첩운 역은 2014년 11월 15일에 개장했다.

## 공사
이 정거장의 굴착 깊이는 약 32 m이다. 길이는 171 m이고 너비는 32 m이다. 4개의 출구가 있으며, 그 중 하나는 국립 타이완 박물관 남관과 통합되어 있다.
타이베이 공장(臺北工場)은 대만일치시기에 건설 된 3층 역사 기념물로서 향후 베이먼 역이 세워질 자리이다. 따라서 2006년 10월 20일 쑹산선과 타오위안 국제공항 첩운 건설이 완료될 때까지 일시적으로 구조물을 옮기기위한 착수 계획이 시작되었다. 건물은 남동쪽으로 30 m 이동했으며, 공사가 완료된 후 뒤로 이동했다.

## 역 구조

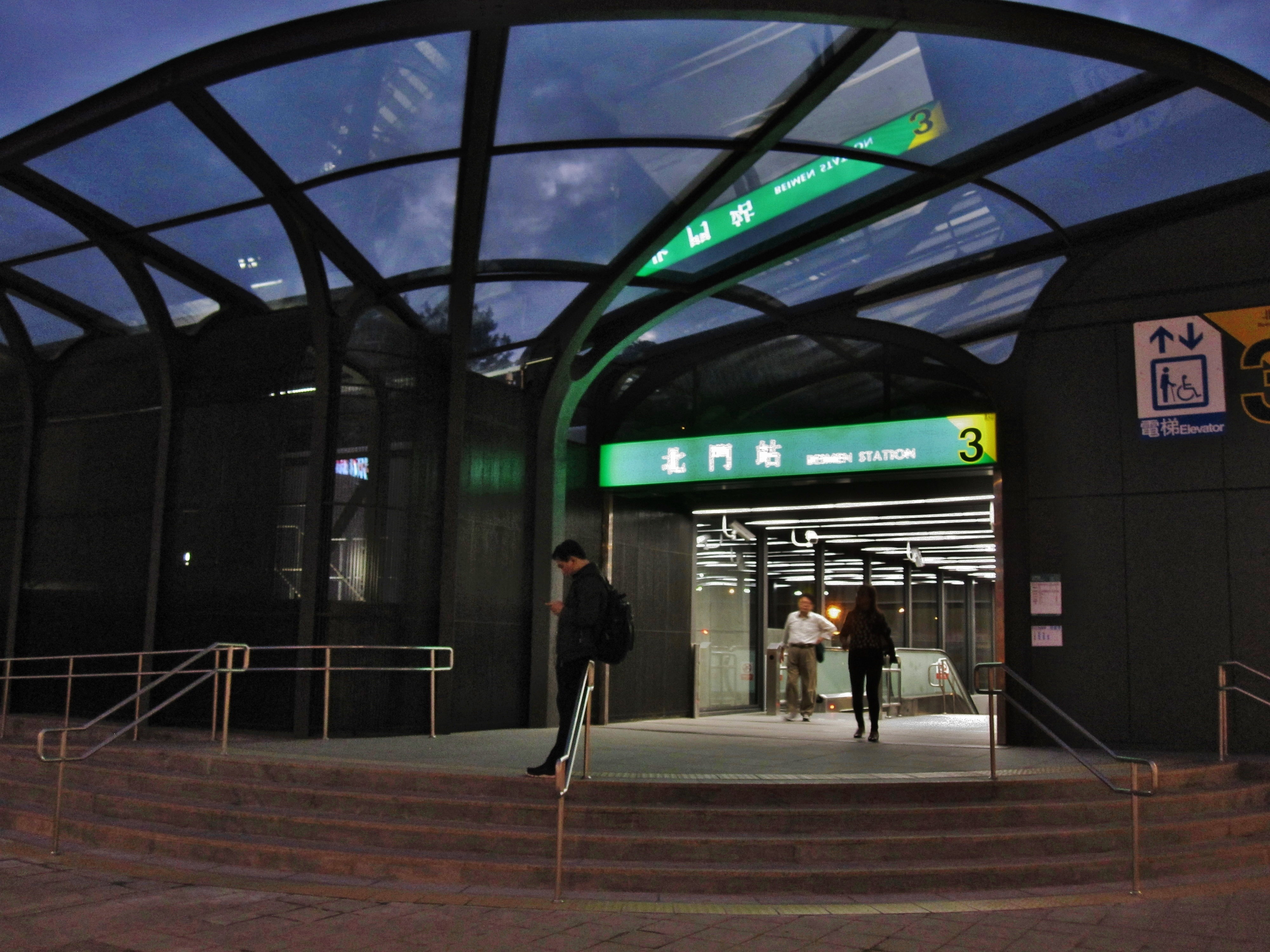
3번 출구

| 지면                                | 출구                                               |                                                            |
| 지하 1층                            | 지하층                                             | 타이베이 지하가 연결로, 타이베이역, 타오위안 국제공항 첩운 |
| 지하 2층                            | 대합실                                             | 안내 데스크, 자동 발권기, 편도 운임 창구, 화장실           |
| 지하 4층                            |                                                    |                                                            |
| 상대식 승강장, 오른쪽 출입문이 열림 |                                                    |                                                            |
| 1번 승강장                          | ← 쑹산신뎬선 쑹산 방면 (G14 중산)                  |                                                            |
| 2번 승강장                          | → 쑹산신뎬선 신뎬 / 타이뎬다러우 방면 (G12 시먼) → |                                                            |
| 상대식 승강장, 오른쪽 출입문이 열림 |                                                    |                                                            |

## 인접 정차역
| 타이베이 첩운 쑹산신뎬선    | 타이베이 첩운 쑹산신뎬선                 | 타이베이 첩운 쑹산신뎬선          |
| --------------------------- | ---------------------------------------- | --------------------------------- |
| 중산 쑹산 방면              | 쑹산신뎬선                               | 시먼 신뎬/타이뎬다러우 방면       |
| 타오위안 국제공항 첩운 급행 |                                          |                                   |
| 시·종착역                   | 타오위안 국제공항 첩운 급행 (타이베이역) | 신베이산업단지 공항제2터미널 방면 |
| 타오위안 국제공항 첩운 일반 |                                          |                                   |
| 시·종착역                   | 타오위안 국제공항 첩운 일반 (타이베이역) | 싼충 공항제2터미널 방면           |